# Joan Filòpon
Joan Filòpon (grec antic: Ιωάννης ὁ Φιλόπονος; llatí: Joannes Philoponus) o Joan Gramàtic (grec antic: Ιωάννης ὁ Γραμματικός), fou un erudit grec alexandrí, de gran renom, un dels homes més laboriosos i estudiosos del seu temps, i per això va merèixer el nom de Φιλόπονος ('actiu', 'treballador').
Va viure al segle vii. La seva obra Physica, està data el 10 de maig del 617. Ell mateix s'anomena "gramàtic", perquè ensenyava gramàtica a la seva ciutat, Alexandria, i en una època anterior s'havia anomenat retòric. Fou deixeble del filòsof Ammoni. En el seu temps la ciutat d'Alexandria fou conquerida pel general àrab Amru (639) i és possible que fos la seva petició de conservar la biblioteca, en va provocar la destrucció per ordre del Califa Omar, segons ho explica Abul Faradj, un historiador de religió cristiana (segle xiii), el primer que va parlar de la crema de la Biblioteca d'Alexandria. Es diu que es va convertir a l'islam, cosa dubtosa per la seva admiració per Plató i per Aristòtil, però sens dubte va ser el darrer dels g|ramàtics alexandrins.
Filòpon era probablement membre i un dels principals promotors de la secta dels triteistes condemnada pel Concili de Constantinoble del 681. No se sap quan va morir.
Algunes obres seves, escrites en grec i traduïdes al llatí van ser:
- 1. Τω̂ν εἰς τὴν Μωυσέως κοσμογονίαν ἐξηγητικω̂ν λόγοι ζ, Commentarii in Mosaicam Cosmogoniam, lib. VIII.
- 2. Disputatio de Paschale, "ad calcem Cosmogoniae".
- 3. Κατὰ Πρόκλου περὶ αἰδιότητος κόσμου λύσεις, λόγοι ιή, Adversus Procli de Aeternitate Mundi Argumenta XVIII. Solutiones, o, abreujat, De Aeternitate Mundi.
- 4. De quinque Dialectis Graecae Linguae Liber.
- 5. Συναγωγή των πρὸς διάφορον σημασίαν διαφόρως τονουμένων λέξεων, Collectio Vocum quae pro diversa significatione Accentum diversum accipiunt. En ordre alfabètic.
- 6. Commentarii in Aristotelem. Dividit en 7 llibres.[1]